# 岐阜市斎苑
岐阜市斎苑（ぎふしさいえん）は岐阜県岐阜市にある公営の火葬場。

## 解説
火葬炉は15基でそのほかにもペット用の火葬炉1基がある。ペット火葬は合同なため個別での収骨はできない。（出典3）
火葬施設だけでなく斎場も備えている。(出典1、3)
梅林地区の住宅街に位置しており、その周辺道路は通学路や住民の生活道路として利用されている。付近の道路の混雑に対して注意が呼びかけられている(出典2)

## 住所
岐阜県岐阜市上加納山4717番地4(出典4)